# 838

## Догађаји
- 22. јул — Војска Абасидског калифата је у бици код Анзена поразила византијску војску којом је командовао сам цар Теофило.
- 13. децембар – Краљ Пипин I од Аквитаније умире након 21-годишње владавине. Цар Луј Побожни поставља свог најмлађег сина Карла Ћелавог за свог наследника. Аквитанско племство, међутим, бира Пипиновог сина Пипина II за новог франачког владара.
- Битка код Хингстон Дауна: Егберт од Весекса, предводи своје људе да поразе комбиноване снаге корнволских и данских Викинга код Хингстон Дауна у Корнволу.
- Бабак Хорамдин, ирански абисидски војсковођа, брутално је погубљен по наређењу Ел-Мутасима. Откривена је завера, коју је предводио генерал Уџејф ибн Анбаса, да се убије ел Мутасим док је у кампањи, а на престо постави његов нећак ел Абас ибн ел Мамун. Следи широко распрострањена чистка војске, која учвршћује водећу улогу турских војника-робова (гилмана) у абасидској војсци. Уџејф је погубљен, а ел Абас је затворен, где умире.
- Језиди дижу устанак против Абасида.

### Децембар
- Википедија:Непознат датум — август — Пљачка Амориона

## Смрти
- Свети Никита Патрикије
- Пипин I Аквитански
- Ратимир (кнез)